# 埃布罗河口省
埃布罗河口省（法語：Département des Bouches-de-l'Èbre）是法兰西第一帝国的一个短暂存在的省份，以埃布羅河的河口命名，位于今西班牙，省会莱里达，副省会为托尔托萨、塞尔韦拉和塔拉戈纳。该省份成立于1812年1月26日，时值加泰罗尼亚被法兰西帝国吞并。 
1813年3月7日，该省与蒙塞拉特省合并为埃布罗河口-蒙塞拉特省。1814年法国撤退后，该省份被废除。